# Stadtvertretung (Vereinigte Staaten)
In den USA gibt es verschiedene Formen von Stadtvertretungen.

## Council Manager Government
In den USA ist das Council Manager Government-System („Ratsgeschäftsführerregierung“) die verbreitetste Form der Stadtvertretung. Hierbei wählt die Bevölkerung ein Ratsgremium von 5 bis 11, selten auch mehr, Stadtverordneten. Diese berufen nun einen Council Manager („Ratsgeschäftsführer“), alternativ City Manager („Stadtgeschäftsführer“) genannt, in die Funktion eines Vorstehers der Stadtverwaltung. Dieser wird über einen frei verhandelbaren Anstellungsvertrag an bestimmte Pflichten gebunden. Das Amt des Verwaltungsvorstehers ist unabhängig von dem des Ratsvorsitzenden und soll in den meisten Fällen auch parteipolitisch unabhängig (non-partisan) sein, auch wenn weithin akzeptiert wird, dass dies faktisch nur schwer möglich ist. In der Regel übernimmt der Ratsvorsitzende die Funktion des Gemeindesprechers und ist damit funktionell der Bürgermeister. Daher ist es üblich, bei Angaben zur Gemeindeführung beide Vertreter der zweigleisigen Stadtregierung zu nennen – den Bürgermeister (Ratsvorsitz) und den Stadtdirektor (Verwaltungsvorsitz).
In Deutschland entspricht das Council Manager Government-System am ehesten der inzwischen abgeschafften Norddeutschen Ratsverfassung.

## Mayor Council Government
Neben dieser delegierenden Stadtvertretung existieren zwei Formen eines Mayor Council Government-Systems („Bürgermeisterratsregierung“, übertragen „Stadtpräsidentenregierung“). Hierbei wird neben dem Stadtrat (city council) auch ein Bürgermeister (mayor) direkt gewählt. Je nach Aufgabenverteilung zugunsten des Bürgermeisters unterscheidet man in eine schwache (weak mayor oder ceremonial form) oder starke (strong-mayor oder executive form) Form der Stadtpräsidentenregierung.
In der starken Stadtpräsidentenregierung liegt die Exekutive allein in den Händen des Bürgermeisters; er hat weitreichende Befugnisse inne und bestimmt alle weiteren Verwaltungsposten. Bei der schwachen Stadtpräsidentenregierung liegen nicht nur die legislative, sondern auch die exekutive Gewalt beim Stadtrat, der somit neben den städtischen Verordnungen auch die Verwaltungsposten bestimmt. Der Bürgermeister hat nur repräsentative Aufgaben und fungiert als Gemeindesprecher.
Die starke Stadtpräsidentenregierung ist typisch für größere Städte, während die schwache Stadtpräsidentenregierung typischerweise in kleinen Gemeinden anzutreffen ist.
In Deutschland ist das Mayor Council Government-System mit der inzwischen in fast allen Bundesländern eingeführten Süddeutschen Bürgermeisterverfassung vergleichbar.

## City Commission Government
Das Mayor Council Government hat das ältere City Commission Government-System („Stadtkommissionsregierung“) weitgehend verdrängt. Dort wurden die einzelnen Funktionsträger oder Abteilungsleiter der Stadtvertretung direkt und häufig einzeln gewählt, wodurch jedem per Wahl einen fest zugeordneten Verwaltungsposten erhielt. Dass einer der Funktionsträger zum Bürgermeister bestimmt wird, ist dabei üblich, aber nicht zwingend. Diese Art der Aufgabenteilung zwischen gewählten Personen ist der deutschen Magistratsverfassung ähnlich.
Das City Commission Government-System ist im Vereinigten Königreich die verbreitetste Form der Kommunalverfassung.